# David Gittins
David Gittins (artistnamn Red Stripe), född 4 mars 1946, är en brittisk sångare och skådespelare.
Gittins var en av de ursprungliga medlemmarna i The Flying Pickets och är dessutom en av medlemmarna i Poets Of The Machine. Gittins är också en av medlemmarna i Brian & Stripe tillsammans med Brian Hibbard.